# Hieronymus von Colloredo

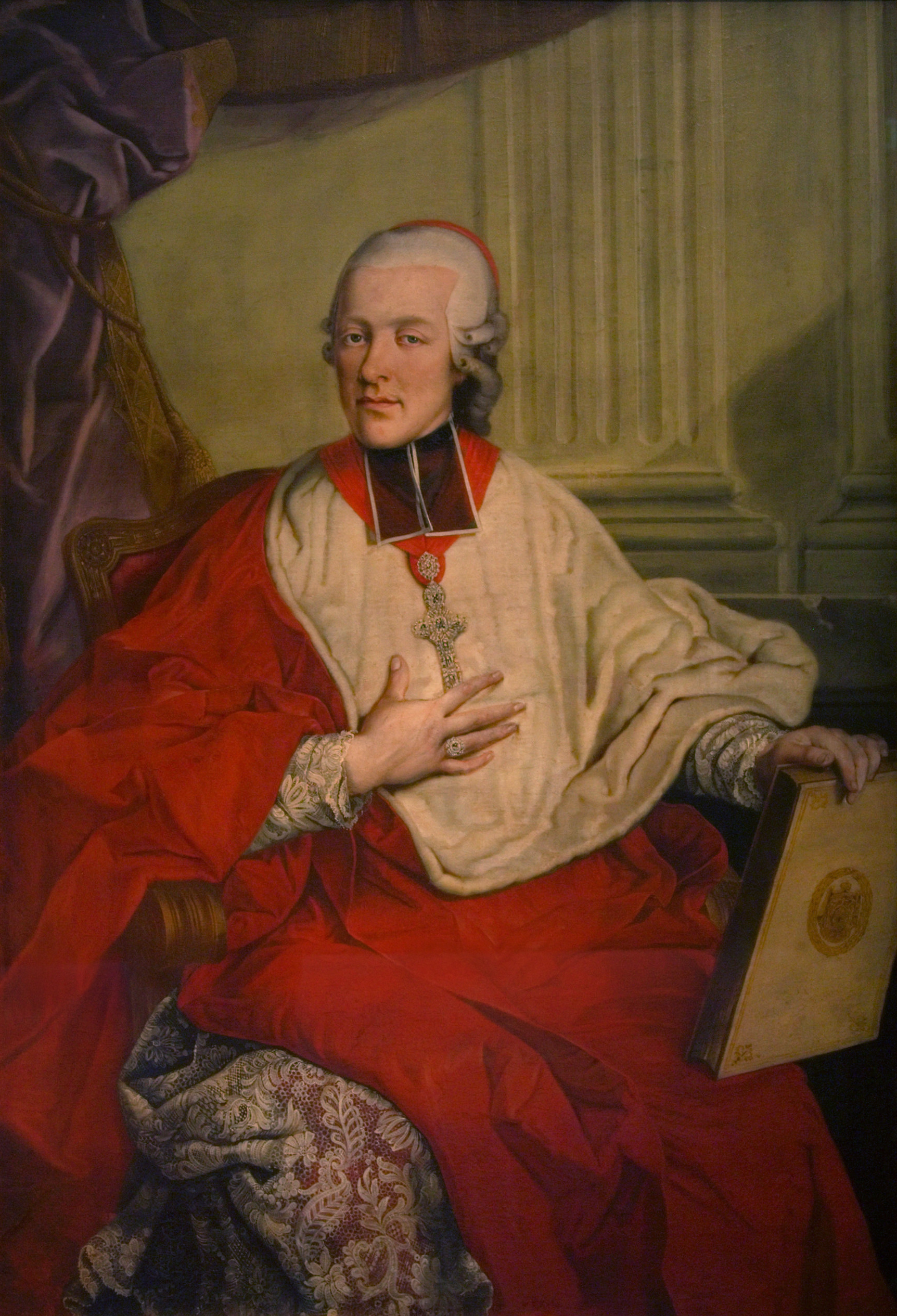
Arhiepiscopul Hieronymus von Colloredo

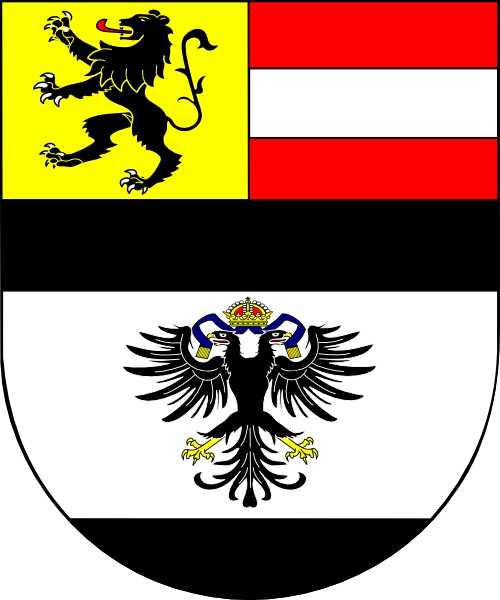
Blazonul arhiepiscopului Hieronymus von Colloredo

Hieronymus von Colloredo (n. 31 mai 1732, Viena, Sfântul Imperiu Roman – d. 20 mai 1812, Viena, Imperiul Austriac) a fost ultimul principe-arhiepiscop de Salzburg, reprezentant al iluminismului catolic german (katholische Aufklärung), cunoscut și datorită angajării lui Wolfgang Amadeus Mozart ca muzician.

## Colloredo ca arhiepiscop
Arhiepiscopul Colloredo a fost un adept al reformelor în sens iluminist, pe care le-a promovat în Arhiepiscopia de Salzburg. 
Scopul lui Colloredo a fost acela de a face din Salzburg un teritoriu model pentru Sfântul Imperiu Roman, un cap de pod al iluminismului în spațiul de limbă germană. Drept colaboratori apropiați a angajat de regulă personalități din zona Rinului.  Coloredo a reformat liturghia catolică, raporturile sociale și domeniul învățământului. 
Acest spirit progresist a atras la Salzburg scriitori și muzicieni din întregul spațiu german. Michael Haydn și Wolfgang Amadeus Mozart au fost cei mai apreciați muzicieni angajați de Colloredo. Mozart a compus pentru nepoata lui Colloredo, Antonia Lützow, elevă a tatălui său, un concert pentru pian (concertul nr. 8 pentru pian, catalog Köchel nr. 246). Colloredo a chemat la Salzburg și a susținut personalități precum: Johann Jakob Hartenkeil (medic), Albert Christoph Dies (pictor peisagist), Franz Heinrich von Naumann (inginer și pictor), Franz Michael Vierthaler (reformator școlar, scriitor) și Lorenz Hübner (editorul ziarului ’’Oberdeutsche Staatszeitung’’).
Colloredo a stăpânit, pe lângă germană și latină, franceza, italiana și ceha. A fost de asemenea un bun violoncelist.
A murit în exil la Viena, după ce trupele napoleoniene au ocupat Principatul de Salzburg.